# Ridala
Ridala (Estisch: Ridala vald) is een voormalige gemeente in de Estlandse provincie Läänemaa. De gemeente telde 3264 inwoners (1 januari 2017) en lag tussen twee baaien: die van Haapsalu (Haapsalu laht) in het noorden en die van Matsalu (Matsalu laht) in het zuiden. Het grondgebied van de stad Haapsalu werd door Ridala omsloten.
In oktober 2017 werden Ridala en de stad Haapsalu samengevoegd tot de gemeente Haapsalu.
Tot de landgemeente behoorden 56 dorpen en twee wat grotere plaatsen met de status van alevik (vlek): Paralepa en de hoofdplaats Uuemõisa.
Vanuit het dorp Rohuküla worden veerdiensten op de eilanden Hiiumaa en Vormsi onderhouden.
Een deel van de gemeente behoorde tot het Nationaal Park Matsalu.

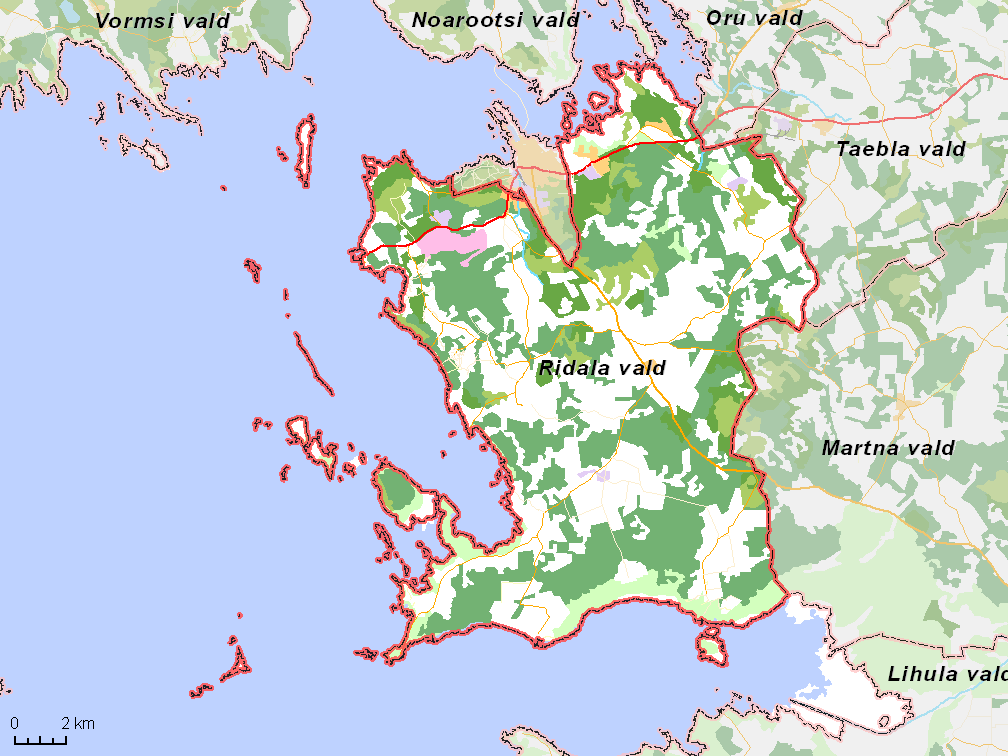
De gemeente met omliggende gemeenten, situatie begin 2013